# 4 As (jeu)
Pour l’article homonyme, voir 4 As.
La patience 4 As se joue avec un jeu traditionnel de 52 cartes.
On place 4 cartes du talon, face découverte l'une à côté de l'autre,.

## Déroulement de la partie
Dès que deux cartes ou plus des quatre cartes du bas des colonnes sont de la même couleur, on écarte les plus basses et on garde la plus forte, sachant que l'as est considéré comme la plus forte.
Quand une colonne est vide, on peut y déplacer une carte d'une des autres colonnes.
On épuise au fur et à mesure le talon quatre cartes par quatre cartes que l'on met au bas de chacune des colonnes.

## Fin de la partie
Le but du jeu est de se retrouver à la fin avec seulement les quatre as.